# Gejzer Andernach
Gejzer Andernach (niem. Geysir Andernach) – największy zimny gejzer na świecie osiągający wysokość do 60 metrów, znajdujący się na półwyspie Namedyer Werth nad brzegiem Renu, w pobliżu miasta Andernach, w kraju związkowym Nadrenia-Palatynat w Niemczech.

## Historia
W 1903 roku wykonano w tym miejscu odwiert na głębokość 343 metrów w celu uzyskania nowego źródła dwutlenku węgla i wody mineralnej. Impulsem do podjęcia prac był fakt, że w wodzie starej odnogi Renu unosiły się pęcherzyki dwutlenku węgla. Po odwierceniu otworów nastąpił pierwszy wybuch, w trakcie którego gejzer osiągnął wysokość 50 metrów. Wodę mineralną wytwarzaną przez gejzer zaczęto wykorzystywać komercyjnie, a wkrótce także w turystyce.
Z biegiem lat obiekt znacznie podupadł i w 1957 roku został całkowicie wyłączony z eksploatacji, a dziesięć lat później przykryty. W 2001 roku wywiercono kolejny odwiert w pobliskiej lokalizacji, osiągając głębokość 350 metrów. Od 7 lipca 2006 roku gejzer okresowo znów jest aktywny. 9 listopada 2008 roku został wpisany do Księgi rekordów Guinnessa. Od 29 maja 2009 roku gejzer jest w pełni udostępniony zwiedzającym.

## Opis
Ze względu na wulkaniczną przeszłość niemieckiego pasma górskiego Eifel, na tym obszarze znajduje się wiele geologicznych uskoków. Te defekty w skałach uwalniają dwutlenek węgla z głębszych warstw. Dwutlenek węgla pochodzi z wulkanicznych komór wygasłych wulkanów. Na terenach dawnych erupcji wulkanicznych pod ziemią występuje zwykle zwiększona ilość dwutlenku węgla, co powoduje powstawanie tak zwanych mofet, które koncentrują przepływ dwutlenku węgla na niewielkim obszarze i mogą być podstawą zimnych gejzerów. W regionie Eifel znajduje się jeszcze jeden zimny gejzer o nazwie Wallender Born w miejscowości Wallenborn.
Odwiert tworzący gejzer ma głębokość 350 metrów i średnicę wewnętrzną 15 centymetrów. Wybuch gejzeru może trwać 10–15 minut i w idealnych warunkach (szczególnie przy spokojnej pogodzie) osiąga wysokość do 60 metrów, z prędkością 100 kilometrów na godzinę. Po wybuchu odwiert zostaje powoli zalany wodą, a cykl powtarza się po upływie niecałych dwóch godzin. Okres wybuchu wynosi od 108 do 120 minut.